# Закусочные сухарики

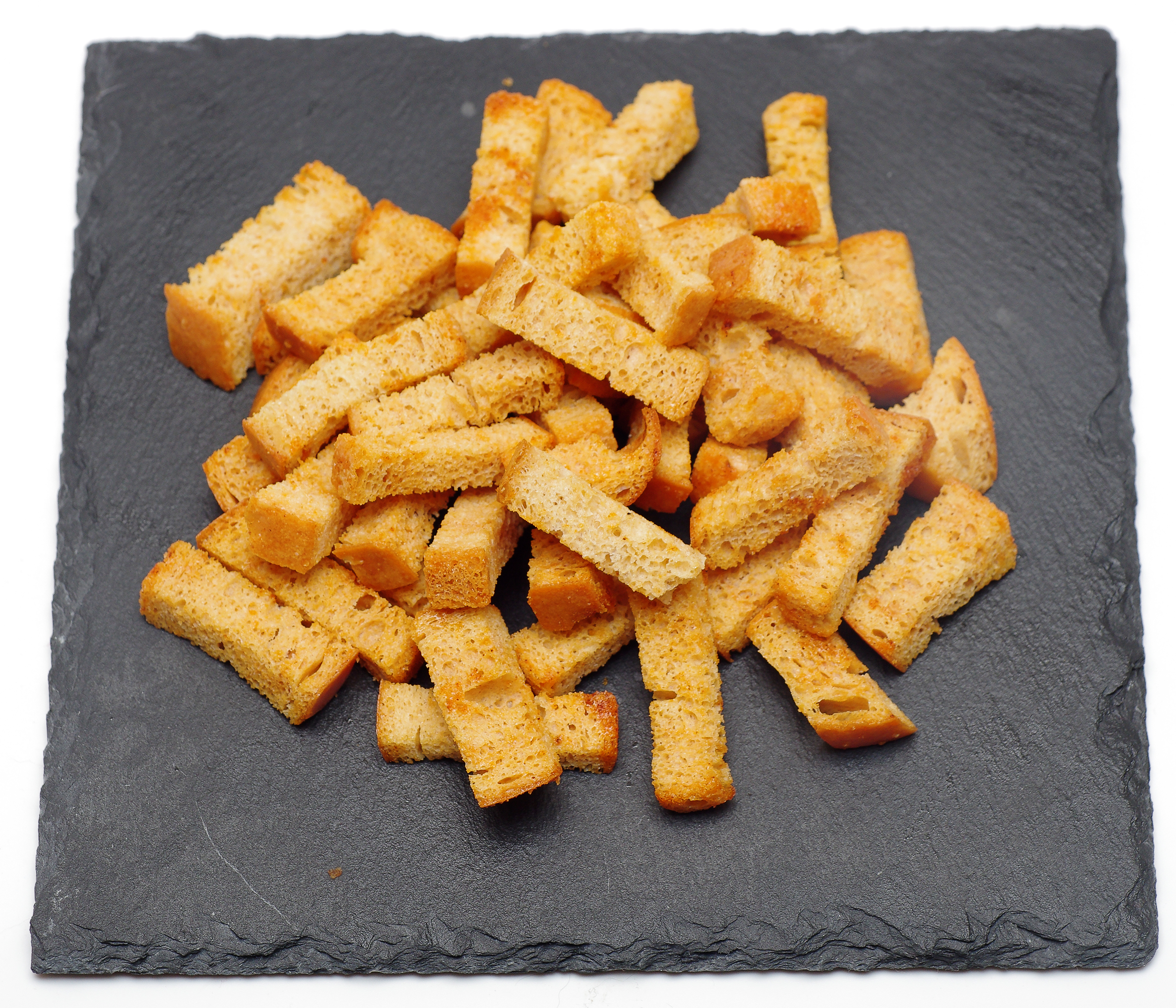
Пшеничные сухарики

Закусочные сухарики — снэк в форме тонко нарезанных и высушенных ломтиков хлеба из ржано-пшеничной или ржаной муки. Также выступают закуской к пиву, дополнением к первому блюду или лакомством. В состав закусочных сухариков могут входить соль, специи, пищевые ароматизаторы — натуральные и идентичные натуральным. Наряду с другими сухарными изделиями — простыми и сдобными сухарями и хрустящими хлебцами — закусочные сухарики являются продукцией длительного срока хранения.
Закусочные сухарики производят из готовых хлебобулочных изделий путём резки, обжарки, обработки заготовок специями, пищевыми добавками и ароматизаторами. После выдержки закусочных сухариков производится их упаковка. Хлеб нарезают ломтиками толщиной 7—12 мм на хлеборезке брусочками, ромбиками или кубиками, выкладывают на металлические листы и обжаривают или сушат в печи или жарочном шкафу при температуре 180—200 °C в течение 15—20 минут. Если для обжарки используется растительное масло, получаются сухарики-гренки. После термической обработки сухарики посыпают специями и ароматизируют в барабанах для перемешивания. Готовые закусочные сухарики выкладывают в открытые ящики и выдерживают в течение 8—16 часов при температуре 21—30 °C и относительной влажности воздуха 50—70 %, а затем фасуют в пакеты из полипропиленовой плёнки.
В СССР сухари в качестве закусок промышленно не производились, тем не менее во многих семьях домохозяйки готовили их по самым различным рецептам. В России идея промышленного выпуска закусочных сухариков появилась в 1998 году в качестве дешёвой альтернативы чипсам. Первые закусочные сухарики назывались «Чапаевские» («Чапсы») и производились с 1998 года в Санкт-Петербурге. В настоящее время в России выпускают закусочные сухарики с солью, перцем, чесноком, томатной пастой, мексиканским соусом, горчицей, укропом, со вкусом бекона, грибов, сыра, рыбы, салями.